# Korhogo
Korhogo este un oraș din Coasta de Fildeș. Este reședința regiunii Moyen-Comoé